# Refuge du Plan du Lac
Il refuge du Plan du Lac (2.385 m s.l.m.) è un rifugio alpino situato nel Massiccio dell'Iseran nelle Alpi della Vanoise e del Grand Arc. Si trova a Termignon, nel comune di Val-Cenis.

## Caratteristiche
Si trova nel parco nazionale della Vanoise e lungo l'itinerario rosso della Via Alpina.

## Accesso
L'accesso avviene da Termignon e salendo fino al parcheggio di  Bellecombe. Dal parcheggio in direzione nord il rifugio è raggiungibile per sentiero in circa un'ora. In alternativa una navetta fa servizio dal parcheggio fino al rifugio.

## Traversate
- Refuge du Col de la Vanoise - 2.515 m - in circa tre ore
- Refuge d'Entre Deux Eaux - 2.120 m - in circa un'ora